# Costes del Maresme
Costes del Maresme este o arie protejată (arie specială de conservare — SAC, sit de importanță comunitară — SCI) din Spania întinsă pe o suprafață de 2.906,4 ha, integral marine.

## Localizare
Centrul sitului Costes del Maresme este situat la coordonatele 41°31′41″N 2°29′16″E / 41.5281°N 2.4878°E.

## Înființare
Situl Costes del Maresme a fost declarat sit de importanță comunitară în septembrie 2006 pentru a proteja 15 specii de animale. Situl a fost protejat și ca arie specială de conservare în noiembrie 2014.

## Biodiversitate
Situată în ecoregiunea marină mediteraneană, aria protejată conține 1 habitat natural: Straturi cu Posidonia (Posidonion oceanicae).
La baza desemnării sitului se află mai multe specii protejate:
- păsări (13): alca (Alca torda), rață mare (Anas platyrhynchos), Calonectris diomedea, Certhia brachydactyla, porumbel gulerat (Columba palumbus), vânturel roșu (Falco tinnunculus), lișiță (Fulica atra), Larus michahellis, pescăruș râzător (Larus ridibundus), Phalacrocorax carbo sinensis, Rissa tridactyla, silvie roșcată (Sylvia cantillans), chiră de mare (Thalasseus sandvicensis)
- mamifere (1): delfin mare (Tursiops truncatus)
- reptile (1): Caretta caretta

Pe lângă speciile protejate, pe teritoriul sitului au mai fost identificate 5 specii de amfibieni, 7 specii de mamifere.